# لام ساي وينج
لام ساي وينج (بالصينية: 林世榮) ‏(1861-1943) هو معلم فنون قتالية صيني ومعالج بطب الوخز بالإبر برع في فن الهونغ جا.

## حياته السابقة
ولد لام في مدينة نانهاي، قوانغدونغ اتبع عادات أسلافه وتعلم فنون الدفاع عن النفس التقليدية والطب الصيني التقليدي (بالإنجليزية: Dit Da)‏ من عائلته من والده لام تشي تشونغ وجد لام باك سين وحفيد لام جيوي تشونج، وتقدم للتعلم من وو كام سينغ بالصينية: (胡 金星)، وهو لاعب فنون قتالية صيني شمالي يُعرف باسم كانغ (بالصينية: 康)، وتشونغ هونغ سان (بالصينية: 鍾雄 山). تدرب لاحقًا من وونغ فاي هونغ، وساعده أيضًا للعمل كحارس في أماكن الترفيه. وأصبح في النهاية خبيرًا في هونغ جا (قبضة عائلة هونغ)، وهو أسلوب نشأ من أسلوب النمر الجنوبي من معبد الشاولين معروف بكفاءته وانتشر على نطاق واسع في ذلك الوقت في المجتمعات السرية المختلفة)، وربما درس أيضًا فوت كوين (القبضة البوذية) هو أسلوب تمارسه مختلف الطوائف البوذية في مقاطعة قوانغدونغ). أسس وو بين تانغ قاعة التعليم الأساسية في قوانغتشو حيث قام بتعليم فنون الدفاع عن النفس. في نهاية سلالة تشينغ، حصل لام على المركز الأول في مسابقة فنون الدفاع عن النفس الكبيرة التي جرت في دانغو.

## وفاته
توفي لام عن عمر ناهز 82 عام 1943، في عيادة طب الديت دا (بالصينية: 跌打 館館) في المبنى المكون من أربعة طوابق الذي عرف لاحقًا باسم (البيت الإزرق) في عام 1990م في (ستون نولا لين) أثناء الاحتلال الياباني لهونغ كونغ. في حين كانت الظروف صعبة خلال الاحتلال، لم يكن هناك سبب ما يشير إلى أن الاحتلال ساهم في وفاته.

## ميراثه
لام وطلابه الذين قيل أن عددهم يزيد عن 10000 طالب خلال حياته، هم المسؤولون الرئيسيون عن نشر الأسلوب في القرن العشرين. أصبح بعض طلابه من بين الممثلين الأوائل والحيويين في صناعة أفلام «الكونغ فو» الناشئة في هونغ كونغ في أربعينيات القرن الماضي. كان من بينهم رجلين يعملان كمخرجين في أفلام المعلم وونغ فاي هونغ، الرئيس المؤسس لرابطة فنون الدفاع عن النفس الصينية في هونغ كونغ. والفنان القتالي الصيني الوحيد وهو من أشهر الطلاب في لام ساي وينج وزعيم مجتمع فنون القتال في هونغ كونغ. أفضل طالب تشان كونغ بوي واي لا يزال يقود الجمعية. طالب مشهور آخر كان تشيو كاو.كما استمر الكونغ فو لام ساي وينج من قبل ابن أخيه بالتبني لام تشو، أصبح تلميذه وخليفته الذي أقام ودرّس في هونغ كونغ مع أبنائه أنتوني لام تشون فاي وسيمون لام تشون تشونج. ولام تشون- وواصل سيمون لام تشون تشونغ تعليم طلاب والده والطلاب الجدد في المركز التدريبي الشهير لام تشو في مونغ كوك،هونغ كونغ. من بين تلاميذ لام تشو الكبار، تم تدريس كوونغ تيت فو بالصينية (توفي 1999) وتانغ كوك واه (1924–2011) في بوسطن.